# Brasenia

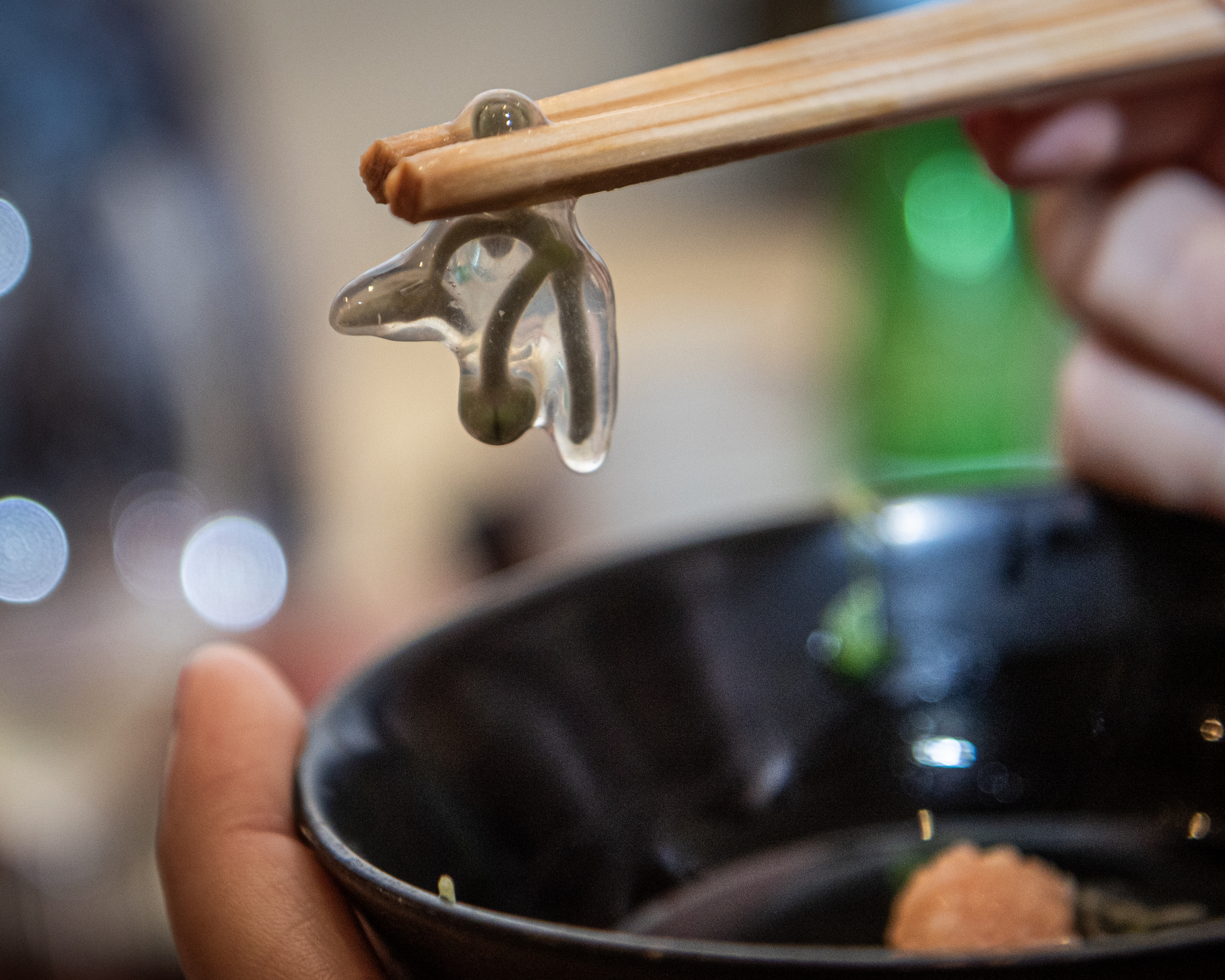
Junsai com mucilagem visível.

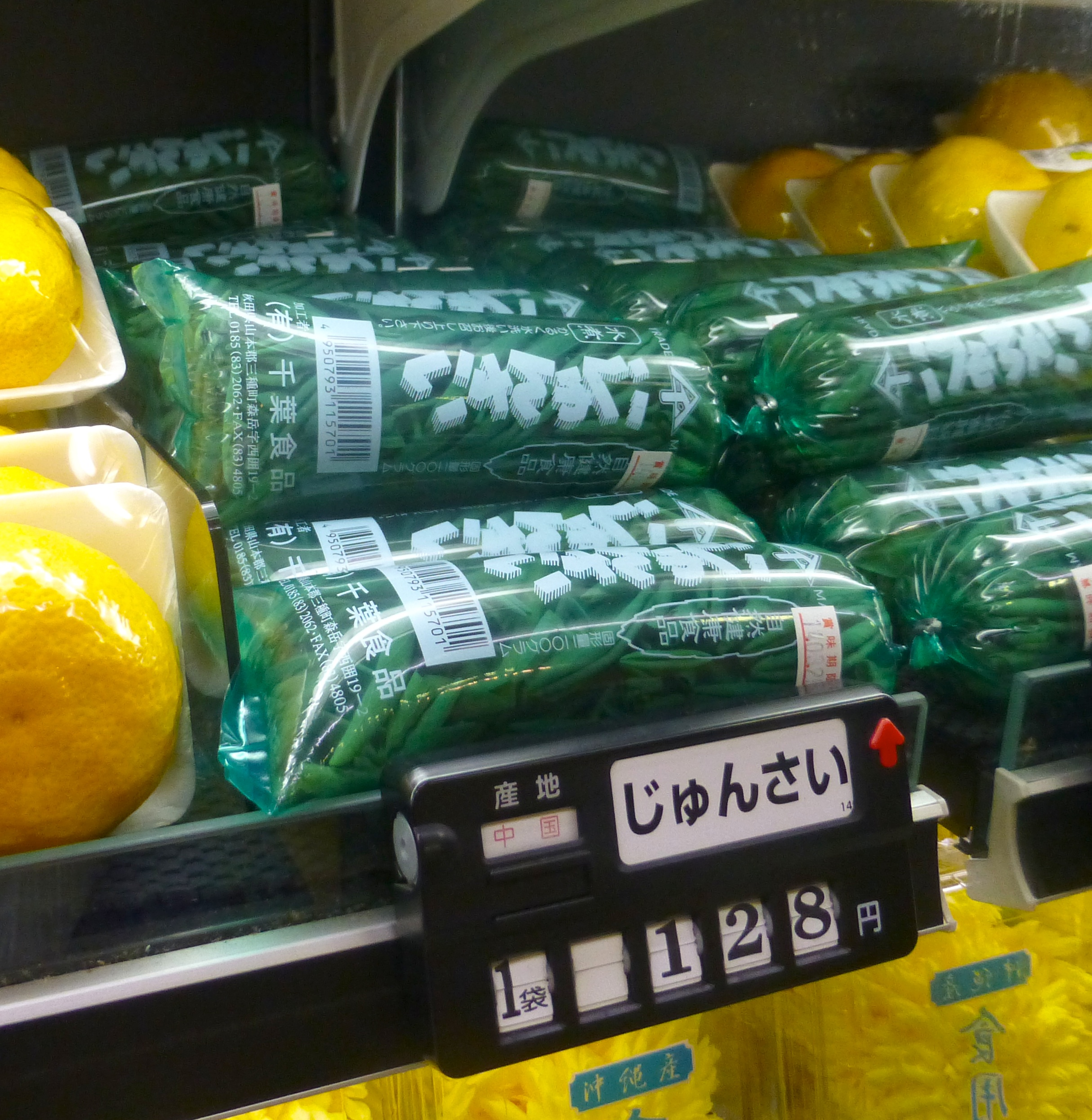
Junsai à venda num supermercado japonês (2014).

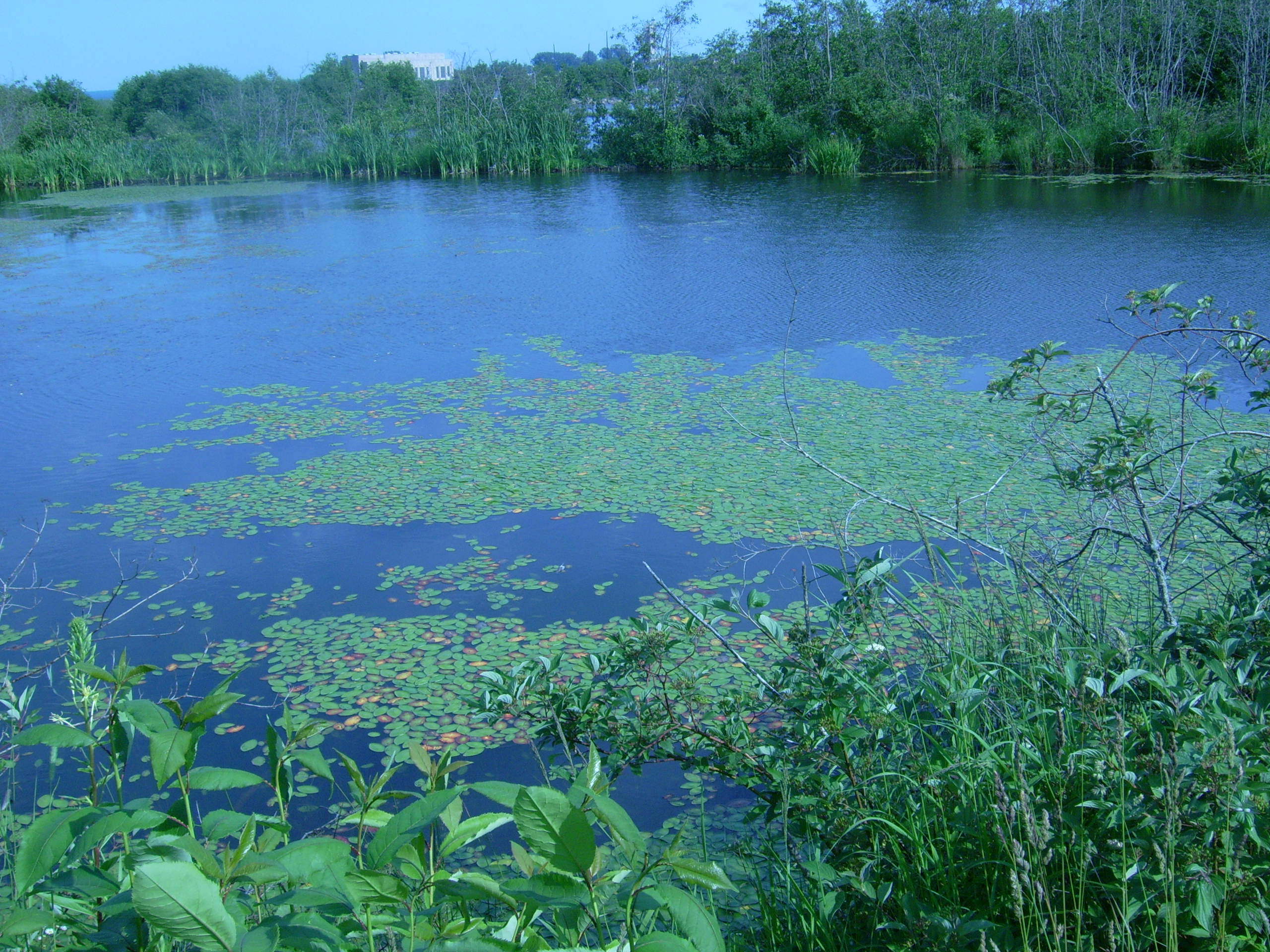
Lagoa infestada por Brasenia ao longo do Attikamek Trail junto ao canal de Sault Ste. Marie (Canadá).

Brasenia é um género monotípico de plantas aquáticas da família Cabombaceae, cuja única espécie extante é Brasenia schreberi, com distribuição natural ampla na América do Norte, Índias Ocidentais, norte da América do Sul (Venezuela, Guiana), leste da Ásia (China, Japão, Coreia, Krai do Litoral), Austrália, subcontinente indiano e partes de África. O nome genérico tem como epónimo Christoph Brasen (1738-1774), um missionário morávio, colecionador de plantas na Gronelândia e Labrador. Ocorre em águas pouco profundas de lagos, rios e poças, particularmente em águas ácidas.

## Descrição

### Morfologia
A espécie Brasenia schreberi é uma planta aquática perene com folhas peltadas flutuantes e ramos rizomatosos. É identificada pelas suas folhas verde vivo, pequenas flores púrpuras que florescem de junho e setembro, com uma mucilagem espessa que cobre os órgãos subaquáticos, incluindo a parte inferior das folhas flutuantes, ramos e rebentos em desenvolvimento. Esta mucilagem pode ser uma característica de defesa anti-herbívoros, possivelmente para deter caracóis.
Em resumo, para além dos caracteres gerais da família Cabombaceae, a espécie apresenta a seguinte morfologia:
- Ervas aquáticas perenes com um rizoma que produz caules erectos. Partes submersas com bainha gelatinosa espessa e densa.
- Folhas apenas flutuantes, peltadas, alternas, ovadas.
- Flores pequenas, de cor púrpura escura. Sépalas e pétalas 3-4. Pétalas indiferenciadas na unha e na lâmina, sem nectários. Estames 18-36(-51). Deiscência da antera latrorsa. Carpelos 4-18, livres. Estigma linear, decrescente. Exina estriada.
- Fruto composto (infrutescência); cada fruto indeiscente em aquénio, com 1(2) semente(s).
- Número cromossómico: 2n = 72(?), 80.

A Brasenia schreberi apresenta polinização pelo vento.  As flores têm um período de floração de dois dias. No primeiro dia, a flor é funcionalmente feminina, ou pistilada, e eleva-se acima da superfície da água e expõe os estigmas receptivos. A flor recua então abaixo da superfície da água e no dia seguinte emerge como uma flor funcionalmente masculina, ou estaminada. A flor está mais elevada do que no dia anterior e os filamentos portadores de anteras estão estendidos para além dos carpelos femininos. As anteras sofrem deiscência, libertando o pólen, e a flor é então retirada para baixo da água, onde o fruto se desenvolve.

### Distribuição
Brasenia um género monotípico distribuído pelas zonas temperadas e tropicais do Novo e do Velho Mundo, exceto na região ocidental do Paleártico, onde só é conhecido do registo fóssil que comprova que espécies de Brasenia ocorreram durante o interglacial da Europa, mas, como muitas outras espécies e géneros de plantas aquáticas, extinguiram-se.
A única espécie do género, Brasenia schreberi J.F.Gmel., Syst. Nat.: 853 (1791), é nativa das regiões temperadas e subtropicais de África, Ásia, Austrália e América. A espécie ocorre na América do Norte, nas Antilhas, no norte da América do Sul (Venezuela, Guiana), no leste da Ásia (China, Japão, Coreia, Primorye), na Austrália, no Subcontinente Indiano e algumas regiões da África.

### Ecologia
Brasenia schreberi cresce em águas pouco profundas de lagos, rios e poças, particularmente em meio lêntico com água algo ácida. As populações desta espécie vevem submersas ou flutuando em lagos, lagoas, pântanos ou rios de caudal lento, a profundidades até 3 m, entre 0 e 2000 m acima do nível do mar.
A polinização é anemogâmica.

## Taxonomia
O género comemora Christoph Brasen (1738-1774), cirurgião e missionário da Igreja Morávia, que foi o primeiro superintendente da missão morava em Nain, no Labrador.

### Sinonímia
A espécie apresenta uma vasta sinonímia taxonómica que inclui os seguintes taxa:
- Hydropeltis Michx., 1803. Espécie tipo: Hydropeltis purpurea Michx., 1803.
- Rondachine Bosc, 1816.
- Brassenia Heynh., 1840 (error).
- Barteria Welw., 1861 (non Hook.f., 1860). Espécie tipo: Barteria africana Welw., 1861.

Os seguintes binomes foram incorporados na espécie como seus sinónimos taxonómicos:
- Brasenia schreberi J.F. Gmel., 1791 (= Hydropeltis purpurea Michx., 1803; Hydropeltis pulla Salisb., 1807; Brasenia peltata Pursh, 1814; Barteria africana Welw., 1861; B. purpurea Casp., 1890).

Única espécie do género. Tricomas curtos, simples e unicelulares. Caules 1-2 m. Folhas glabras, 35-135 mm X 20-80 mm de largura, pecíolos até 2 m. Flores 10-25 mm de diâmetro, pedúnculos 5-20 cm. Segmentos do perianto 10-15(-20) X 2-7 mm, ápice obtuso, pétalas mais longas e mais estreitas. Estames com metade do comprimento das pétalas, anteras lineares, 4 mm. Frutos com 6-10 mm de diâmetro, flutuantes. Sementes 2,5-4,0 mm X 2-3 mm.
- Brasenia hydropeltis Muhl., Cat. Pl. Amer. Sept.: 55 (1813).
- Brasenia peltata Pursh, Fl. Amer. Sept. 2: 389 (1813), nom. illeg.
- Cabomba peltata F.Muell., Pl. Victoria: 15 (1862), nom. illeg.
- Brasenia nymphoides Baill., Hist. Pl. 3: 82 (1871).
- Brasenia purpurea (Michx.) Casp., Jorn. Sci. Acad. 4: 312 (1874).
- Brasenia pelta Casp. in H.G.A.Engler & K.A.E.Prantl (eds.), Nat. Pflanzenfam. 3(2): 6 (1886), orth. var.[15]

## Usos
Os caules jovens da Brasenia, cobertos de mucilagem, são consumidos na China e no Japão onde a Brasenia é cultivada como vegetal. Na China é conhecida como 莼菜, pinyin: chúncài) e é o vegetal usado em Hangzhou na conhecida especialidade local "sopa de escudo-de-água do Lago Oeste" (西湖莼菜汤). No Japão a espécie é conhecida por junsai e os seus rebentos são um ingrediente da conhecida sopa de miso.
As plantas deste género segregam fitotoxinas, que permitem o controlo de outras plantas no seu habitat. Descobriu-se que a mucilagem que produz tem propriedades antialgas e antibacterianas que podem ser úteis como controlo natural de ervas daninhas.
A sua mucilagem é rica em ácido glucurónico, galactose, ramnose e outros componentes peculiares. Utilizada para fins medicinais pelos nativos americanos, tem propriedades anti-helmínticas, adstringentes, antidisentéricas e vulnerárias. 
A espécie é uma importante fonte de alimento para as aves aquáticas e de abrigo para os peixes.